# Международный аэропорт имени Альфонсо Бонилья Арагона
Международный аэропорт имени Альфонсо Бонилья Арагона (исп. Aeropuerto Internacional Alfonso Bonilla Aragón), (ИАТА: CLO, ИКАО: SKCL), также известный как Международный аэропорт Пальмасека, — коммерческий аэропорт, расположенный в черте города Пальмира (департамент Валье-дель-Каука, Колумбия). Обслуживает гражданские авиаперевозки города Кали и других населённых пунктов департамента, являясь удобной альтернативой столичному аэропорту Эль-Дорадо.
Международный аэропорт Пальмасека занимает третье место среди всех коммерческих аэропортов Колумбии по показателю пассажирского потока. В 2010 году услугами порта воспользовалось 3 422 919 человек.

## Общие сведения
Международный аэропорт Пальмасека расположен в длинной, протянувшейся с севера на юг и со всех сторон окружённой горами, долине на высоте 964 метра над уровнем моря. Удобное с точки зрения организации транстихоокеанских маршрутов расположение аэропорта позволяет ему выступать в роли узловой точки, соединяющей авиамаршруты между Северной и Южной Америкой. Воздушная гавань находится в пяти часах полёта от Сантьяго-де-Чили (Чили), в 50 минутах от Кито (Эквадор) и в немногим более трёх часа лёта от Майами.
Аэропорт эксплуатирует одну взлётно-посадочную полосу длиной 3000 метров с асфальтовым покрытием, которая сертифицирована на приём всех гражданских самолётов размерами до Boeing 747 включительно. Полоса оборудована современными радарами, системами ILS, ALS, PAPI, VOR, NDB, DME и RVR.
Международный аэропорт Пальмасека является одним из немногих коммерческих аэропортов Латинской Америки, работающим в круглосуточном режиме и без ограничений по экологическим составляющим. Регулярные беспосадочные маршруты связывают его с аэропортами США, Испании, Эквадора, Панамы и Перу.

## История

### Компания SCADTA
После окончания конфликта с Перу в 1932 году действующий президент Колумбии Энрике Олая Эррера обратился к инженерам и пилотам компании SCADTA с предложением определить подходящую площадку для военного аэродрома с целью поддержки возможных военно-воздушных операций на юге страны. На рассмотрение было представлено несколько вариантов, из которых известный немецкий лётчик Херберт Бой выбрал участок с названием «Эль-Габито». На выбор пилота повлияли удобное географическое расположение земельного участка, его близость к городу и автомобильной дороге. Почти сразу начались работы по разравниванию площадки бульдозерами, и уже 21 сентября следующего года новая военная авиабаза Национальной гвардии страны вступила в действие. В течение следующих лет обслуживанием инфраструктуры аэродрома занимались последовательно компании SCADTA Panagra, TACA de Colombia и VIARCO SAETA.
Вместе с тем, компания SCADTA Panagra продолжила поиск ещё одного земельного участка, который подошёл бы в качестве места для гражданского аэродрома и в дальнейшем использовался бы для обслуживания собственных рейсов в Панаму и страны Латинской Америки, а также для внутренних маршрутов авиакомпании Avianca. В результате изысканий компания остановилась на участке в муниципалитете Канделария в 18 милях от центра города Кали. 14 апреля 1947 года SCADTA официально открыла новый коммерческий аэропорт, который в 1950-х годах перешёл под контроль правительства Колумбии, а в 1968 году был передан в ведение Управления гражданской аэронавтики страны.
В 1946 году ещё одна компания «VIARCO Valle», возглавляемая Рикардо Эй Дибом, поставила цель строительства собственного гражданского аэропорта в пригороде Кали. Порт в планах должен был обслуживать все авиакомпании, кроме национального перевозчика Avianca. В ноябре того же года был отправлен запрос в авиационную инспекцию на разрешение строительства нового аэродрома в черте населённого пункта Пасоанчо (пригород Кали). В начале 1947 года разрешение было получено, после чего в течение нескольких месяцев был построен гражданский аэропорт «Эль-Лимон» (исп. El Limon), оснащённый самым современным в то время оборудованием. Порт обслуживал рейсы авиакомпании LANSA и других, более меньших перевозчиков, которые до этого использовали ресурсы авиабазы Эль-Габито. «Эль-Лимон» был закрыт в 1954 году после слияния авиакомпаний LANSA и Avianca и переносом всех рейсов во второй аэропорт Кали.

### Международный аэропорт Пальмасека

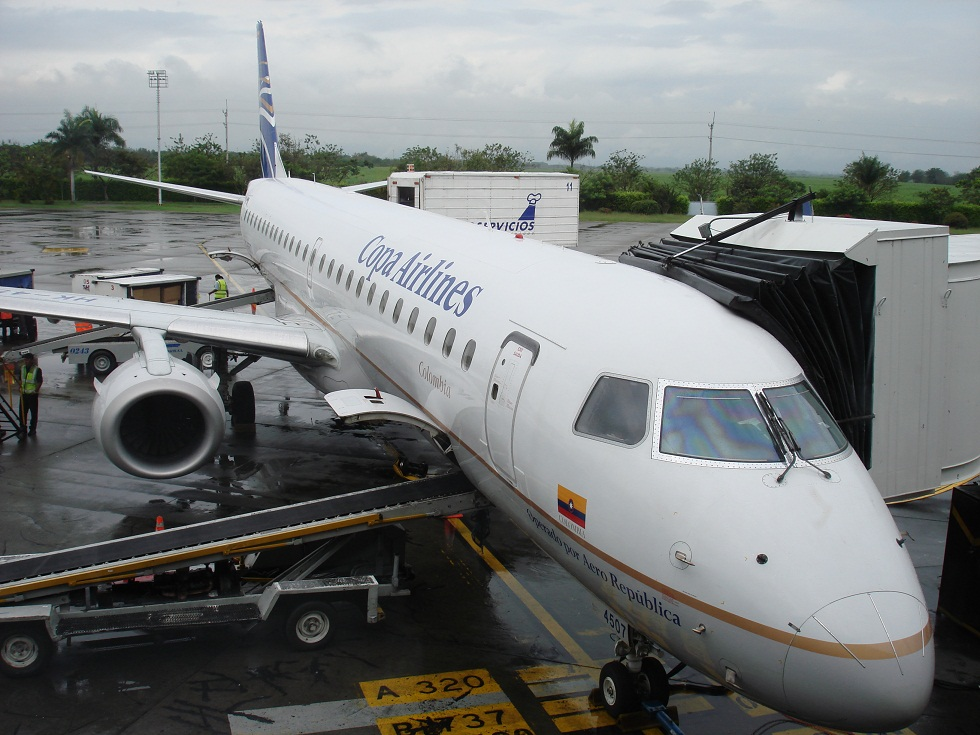
Embraer ERJ-190 в международном аэропорту Пальмасека

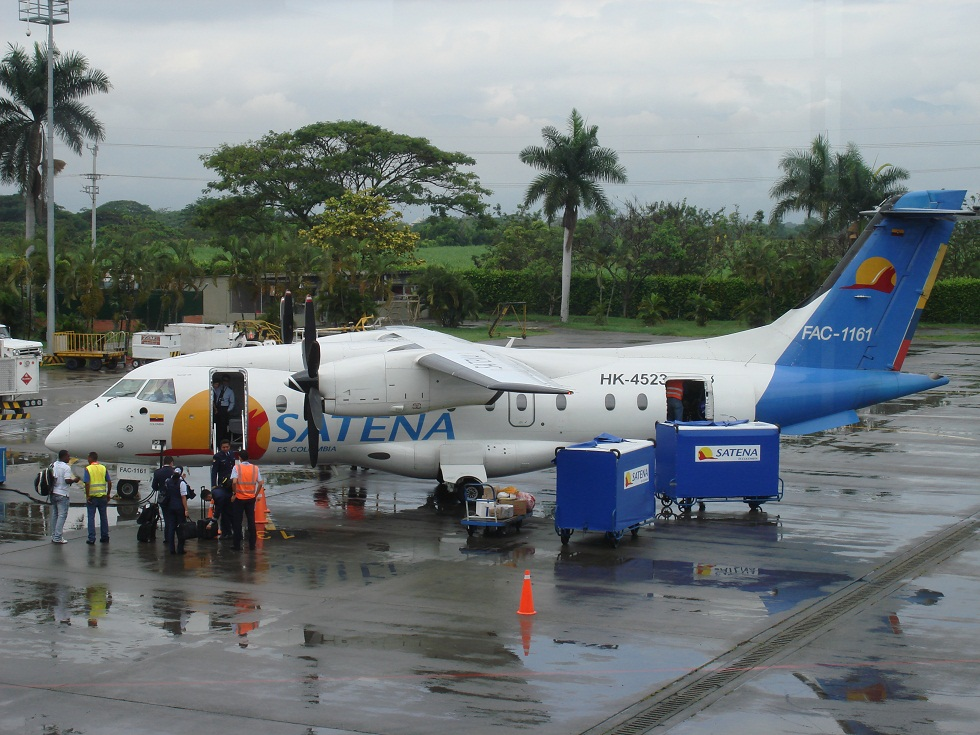
Dornier D328 в международном аэропорту Пальмасека

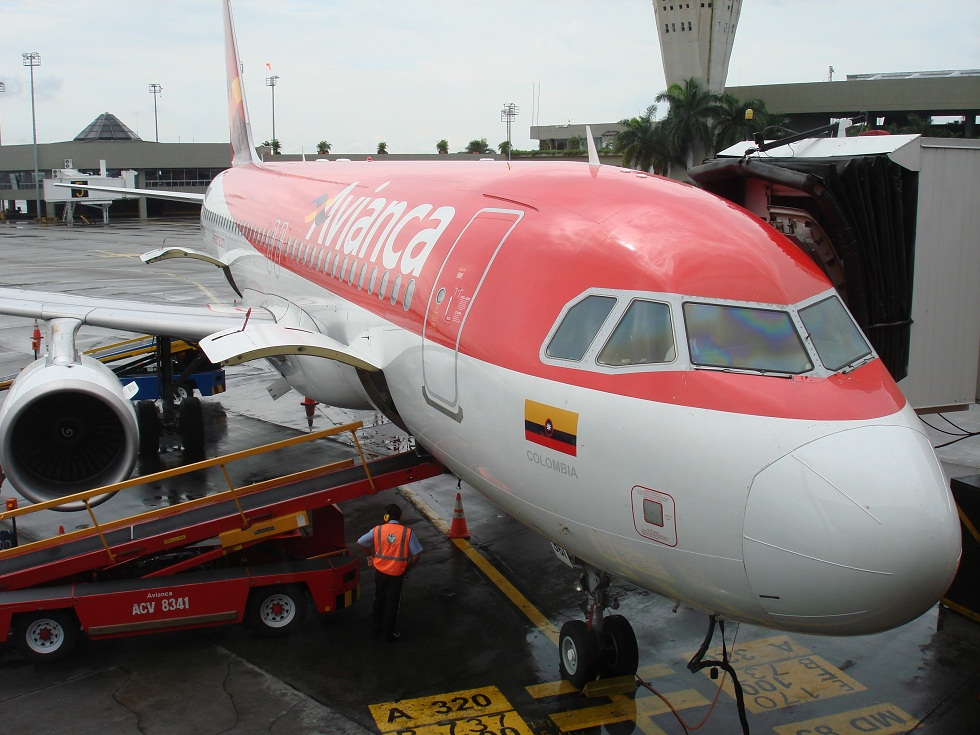
Airbus A320 в международном аэропорту Пальмасека

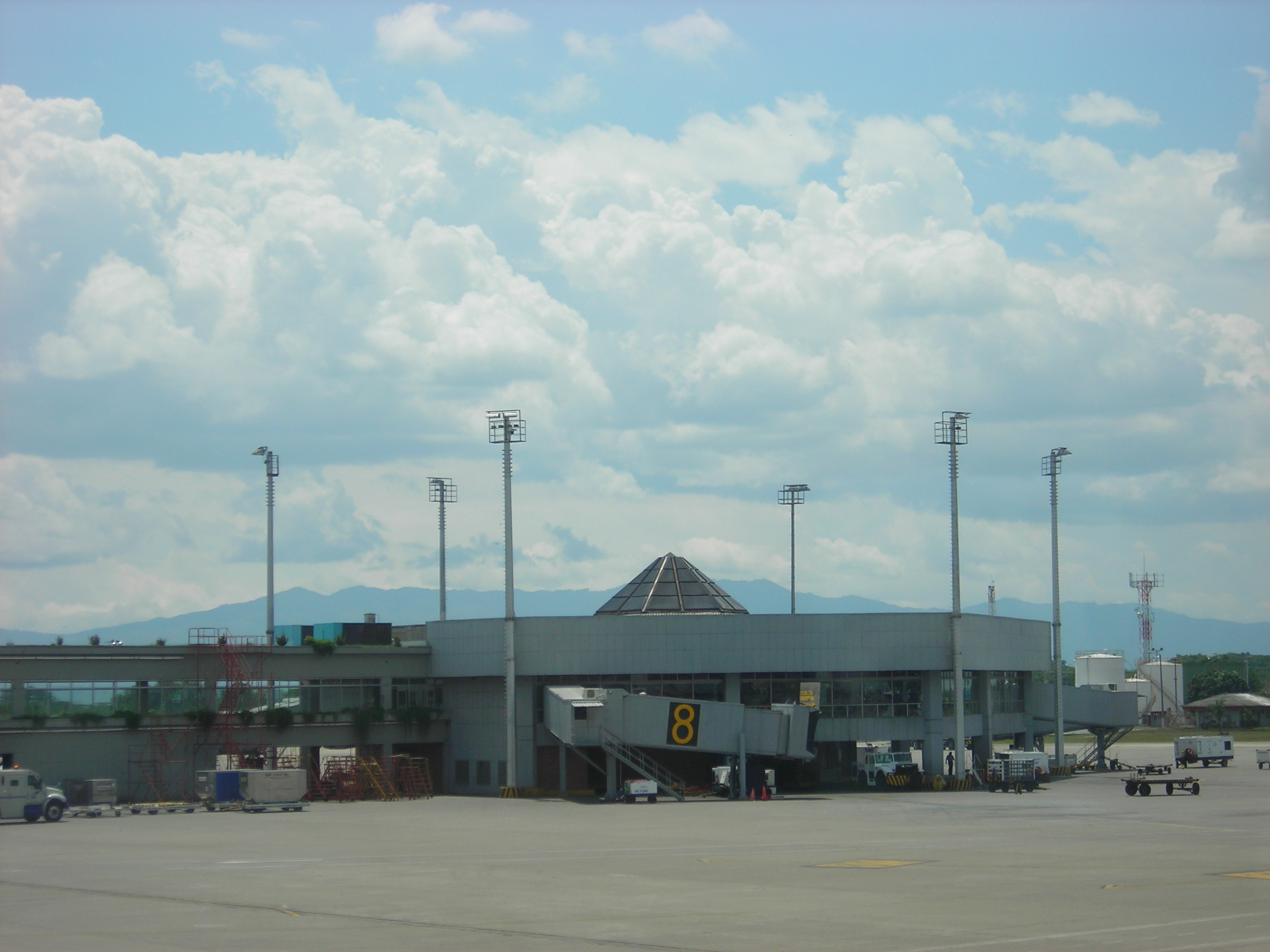
Здание пассажирского терминала аэропорта

Вопрос строительства современного аэропорта встал наиболее остро в связи с утверждением города Кали в качестве места проведения Шестых Панамериканских игр 1971 года. В середине 1960-х годов у компании «Hacienda Palmaseca» был выкуплен крупный земельный участок в пригороде Пальмиры, а правительство страны выделило 35 миллионов долларов США для возведения нового аэропорта и автомобильной трассы до автомагистрали Кали-Юмбо.
Официальная церемония открытия международного аэропорта Пальмасека президентом Колумбии Мисаэлем Пастрано Борреро состоялась 24 июля 1971 года. Инфраструктура аэропорта на момент открытия включала в себя взлётно-посадочную полосу длиной 3000 метров, рулёжные дорожки, стоянки для самолётов и здание пассажирского терминала для внутренних и международных рейсов. В просторном здании терминала размещались стойки регистрации пассажиров, торговые зоны и рестораны. В последующем международный аэропорт Пальмасека перешёл на круглосуточную работу, став запасным для столичного международного аэропорта Эль-Дорадо.
Одно из своих официальных названий аэропорт получил в честь журналиста и общественного активиста Альфонсо Бонилья Арагона.

## Авиакомпании и пункты назначения
Аэропорт эксплуатирует два здания: Терминал 1 — для международных и Терминал 2 — для внутренних рейсов.

## Авиапроисшествия
- 21 января 1974 года. Vickers Viscount авиакомпании Aeropesca Colombia захвачен террористами и угнан в Кали[2].
- 3 мая 1983 года. Douglas C-47B (регистрационный FAC-1126) авиакомпании SATENA был сильно повреждён в результате инцидента в международном аэропорту Пальмасека, впоследствии списан[3].
- 20 декабря 1995 года. Самолёт Boeing 757 (регистрационный N651AA), следовавший регулярным рейсом 965 из международного аэропорта Майами в Кали, вследствие ошибок экипажа разбился в горах при заходе на посадку в аэропорт назначения. Погибло 155 из 159 находившихся на борту человек.